# Ivan Frankó
Ivan Frankó (en ucraïnès: Іван Франко; nom complet i amb accents marcats: Іва́н Я́кович Франко́, transcrit al català: Ivan Iàkovytx Frankó) (poble de Nahuièvytxi, óblast de Lviv, 27 d'agost de 1856 - ciutat de Lviv, 28 de maig de 1916) va ser un poeta, escriptor, crític social i literari, periodista, economista i activista polític ucraïnès. Era també un polític radical, i va fundar el moviment socialista a Ucraïna occidental. A més de la seva obra literària, també es va destacar com a traductor de les obres de William Shakespeare, Lord Byron, Pedro Calderón de la Barca, Dante, Victor Hugo, Goethe i Friedrich von Schiller a l'ucraïnès. Fou amb Taràs Xevtxenko una de les persones que més han contribuït i influenciat el pensament literari i polític a Ucraïna.